# Богучанский сельсовет
Богучанский сельсовет — сельское поселение в Богучанском районе Красноярского края.
Административный центр — село Богучаны.

## Герб и флаг
Описание:
Герб языком символов и аллегорий отражает исторические, культурные и экономические особенности сельского поселения.
```
Зелёное поле герба символизирует плодородие, жизнь, здоровье, покрытое таёжными вечнозелёными лесами Нижнее Приангарье.
```

```
Изображение лазоревой (синей, голубой) окаймлённой серебром(белым цветом) елеподобной главы аллегорически
```

указывает на главную водную артерию Богучанского сельсовета — реку Ангара.
```
Елеподобное деление символизирует богатые хвойными породами леса поселения
```

и отражает уникальную окружающую природу. Хвойные, вечнозеленые деревья
Изображение Флага сельского поселения «Богучанский сельсовет».
являются символом крепости, стойкости, вечной жизни.
```
Серебро — символ мудрости, совершенства, чистоты.
```

Серебро (белый цвет) также аллегорически указывает и на перспективную
отрасль — алюминиевую промышленность.
```
Соболь символизирует на богатую фауну лесов поселения — кладезь природных сокровищ.
```

```
Изображение топора символизирует лесную промышленность, а мотыга сельское хозяйство поселения.
```

```
Золото (жёлтый цвет) — символ величия, богатства и процветания, прочности.
```

## Население
| 2010   | 2012    | 2013    | 2014    | 2015    | 2016    | 2017    |
| ------ | ------- | ------- | ------- | ------- | ------- | ------- |
| 11 360 | ↘11 325 | ↘11 212 | ↘11 174 | ↘11 148 | ↗11 177 | ↗11 275 |

## Состав сельского поселения
| № | Населённый пункт | Тип населённого пункта       | Население |
| - | ---------------- | ---------------------------- | --------- |
| 1 | Богучаны         | село, административный центр | ↘11 232   |
| 2 | Ярки             | деревня                      | 128       |

## Местное самоуправление
Богучанский сельский Совет депутатов
Дата избрания: 23/09/2014 Срок полномочий: 5 лет
Глава муниципального образования
Шмелёва Лариса Валерьевна